# Муров, Евгений Алексеевич
Евге́ний Алексе́евич Му́ров (род. 18 ноября 1945 года, Звенигород) — деятель российских спецслужб, директор Федеральной службы охраны Российской Федерации с 18 мая 2000 по 26 мая 2016 года, генерал армии (12 июня 2004 года).

## Биография
Родился в городе Звенигороде Московской области. Русский. Окончил Ленинградский технологический институт целлюлозно-бумажной промышленности и Краснознамённый институт КГБ СССР. В органах Комитета государственной безопасности СССР с 1971 года. В 1974 году переведён в Первое главное управление КГБ СССР (внешняя разведка). Три с половиной года находился в служебной командировке в одной из стран Юго-Восточной Азии.
С 1992 по 1997 годы занимал должности начальника ряда районных подразделений Министерства безопасности — Федеральной службы контрразведки — Федеральной службы безопасности Российской Федерации в Санкт-Петербурге, в частности возглавлял Адмиралтейский райотдел ФСБ России. С 1997 года — заместитель начальника Управления ФСБ России по Санкт-Петербургу и Ленинградской области. В 1998 году переведен в центральный аппарат ФСБ России, назначен первым заместителем начальника Департамента экономической безопасности ФСБ России.
С 18 мая 2000 по 26 мая 2016 — руководитель Федеральной службы охраны Российской Федерации (ФСО России). Указом Президента Российской Федерации в 2004 году Е. А. Мурову присвоено воинское звание генерал армии. Впервые в истории советских и постсоветских спецслужб главе службы охраны присвоено столь высокое звание. Стремительным является и сам рост Е. А. Мурова в воинских званиях, поскольку в момент его назначения директором ФСО России в 2000 году он находился в звании генерал-майора.
О деталях биографии Евгения Мурова практически нет информации. Известно, что он в молодости занимался боксом, имеет спортивные достижения и разряды. Несколько лет Муров был главой Попечительского совета Федерации бокса России. 27 июня 2007 года избран Президентом Федерации бокса России. В ноябре-декабре 2009 подал в отставку с поста президента Федерации бокса России и возглавил Высший наблюдательный совет ФБР.
 Также является членом попечительского совета Всероссийского физкультурно-спортивного общества «Динамо».
Уволен с военной службы 15 ноября 2010 года (Указ Президента РФ N 1421 от 15 ноября 2010 года), при сохранении должности директора ФСО России.
26 мая 2016 года Президент РФ Владимир Путин подписал указ об освобождении Е. А. Мурова от должности директора Федеральной службы охраны по собственному желанию. С 26 мая 2016 года — председатель совета директоров российской государственной нефтяной компании «Зарубежнефть».

## Критика и отзывы
СМИ называли главными чертами Мурова феноменальную память и крайнюю жёсткость.

## Санкции
28 апреля 2014 года, из-за аннексии Крыма, попал под санкции США. Через несколько дней после внесения в санкционный список Муров ввел запрет на посещение сотрудниками ФСО и другими силовиками 108 стран мира, с которыми у США заключены соглашения о выдаче.
19 октября 2022 года, из-за вторжения России на Украину, внесён в санкционный список Украины.

## Семья
Женат. Сын — Муров Андрей Евгеньевич (председатель правления ПАО «ФСК ЕЭС»).

## Награды
Ордена:
- Орден «За заслуги перед Отечеством» II степени (2006)
- Орден «За заслуги перед Отечеством» III степени
- Орден «За заслуги перед Отечеством» IV степени (2003)
- Орден «За военные заслуги»

Медали и знаки:
- Медаль ордена «За заслуги перед Отечеством» II степени (1998)
- Медаль «В память 300-летия Санкт-Петербурга» (2003)
- Юбилейная медаль «60 лет Вооружённых Сил СССР» (1978)
- Юбилейная медаль «70 лет Вооружённых Сил СССР» (1988)
- Медаль «За укрепление боевого содружества» (Минобороны)
- Медаль «200 лет Министерству обороны»
- Медаль «За вклад в укрепление правопорядка» (МВД)
- Крест «За заслуги» (ГФС)
- Медаль «За верность долгу» (ГФС)
- Медаль «За безупречную службу» I, II и III степени
- Медаль «200 лет МВД России»
- Медаль Столыпина П. А. I степени (2015)
- Знак отличия «За заслуги перед Санкт-Петербургом»
- Нагрудный знак «Почётный сотрудник госбезопасности»

Другие награды:
- Благодарность Президента Российской Федерации (2005)
- Орден «Содружество» (28 ноября 2013 года, Межпарламентская ассамблея СНГ) — за активное участие в деятельности Межпарламентской Ассамблеи и её органов, вклад в укрепление дружбы между народами государств — участников Содружества Независимых Государств[8]
- Медаль «За укрепление парламентского сотрудничества» (26 ноября 2015 года, Межпарламентская ассамблея СНГ) — за особый вклад в развитие парламентаризма, укрепление демократии, обеспечение прав и свобод граждан в государствах — участниках Содружества Независимых Государств[9]